# 발터 바일러
발터 바일러(독일어: Walter Weiler; 1903년 12월 4일, 취리히 주 빈터투어 ~ 1945년 5월 4일, 베른 주 베른)는 스위스의 축구 선수로, 1934년 월드컵에서 스위스 국가대표팀 일원으로 출전했다. 그는 그라스호퍼 소속으로 주로 활약했었다. 그는 1924년 하계 올림픽과 1928년 하계 올림픽의 축구 대회에 참가해, 후자의 대회에서 출장 기회를 잡았다.